# Ulrik Alexander Stromberg
Ulrik Alexander Stromberg, född 18 september 1691, död 9 februari 1767 på Västerby, var en svensk friherre, brukspatron och kammarherre.

## Biografi
Ulrik Alexander Stromberg var son till generallöjtnanten Alexander Stromberg och dennes hustru Eva Elisabeth Palmgren. Han blev student vid Uppsala universitet den 17 oktober 1708. I november 1714 blev han utnämnd till hovjunkare för att den 22 mars 1720 bli kammarherre vid drottning Ulrika Eleonoras hov. Han verkade som sådan även under kung Fredrik I innan han den 30 april 1740 lämnade hovet.
Stromberg övertog 1718 Götafors järnbruk samt Bratteborgs säteri i Småland som fadern hade köpt 1705. Dessutom ägde han Västerby säteri i Tuna socken i Uppland. Stromberg vistades dock sällan vid sitt järnbruk, utan uppehöll sig mest i Stockholm och Uppland. Under åren 1729-1733 låg tillverkningen vid järnbruket helt nere, och under större delen av tiden var det utarrenderat till olika arrendatorer. 1740 sålde Stromberg Götafors och Bratteborg till assessorn Peter Brouwer. Enligt vissa källor berodde försäljningen på att Stromberg kommit på obestånd, vilket försäljningen av bruket samt att han lämnade hovet kan peka på.

### Familj
Stromberg gifte sig 1716 med friherrinnan Barbro Fleming af Liebelitz (1699–1747) och paret fick 11 barn. Efter hennes död gifte Stromberg om sig den 20 oktober 1751 med Christina Bergbom (1725-1777) och paret fick fem barn, däribland Pehr Adam Stromberg som blev landshövding i Västerbottens län.

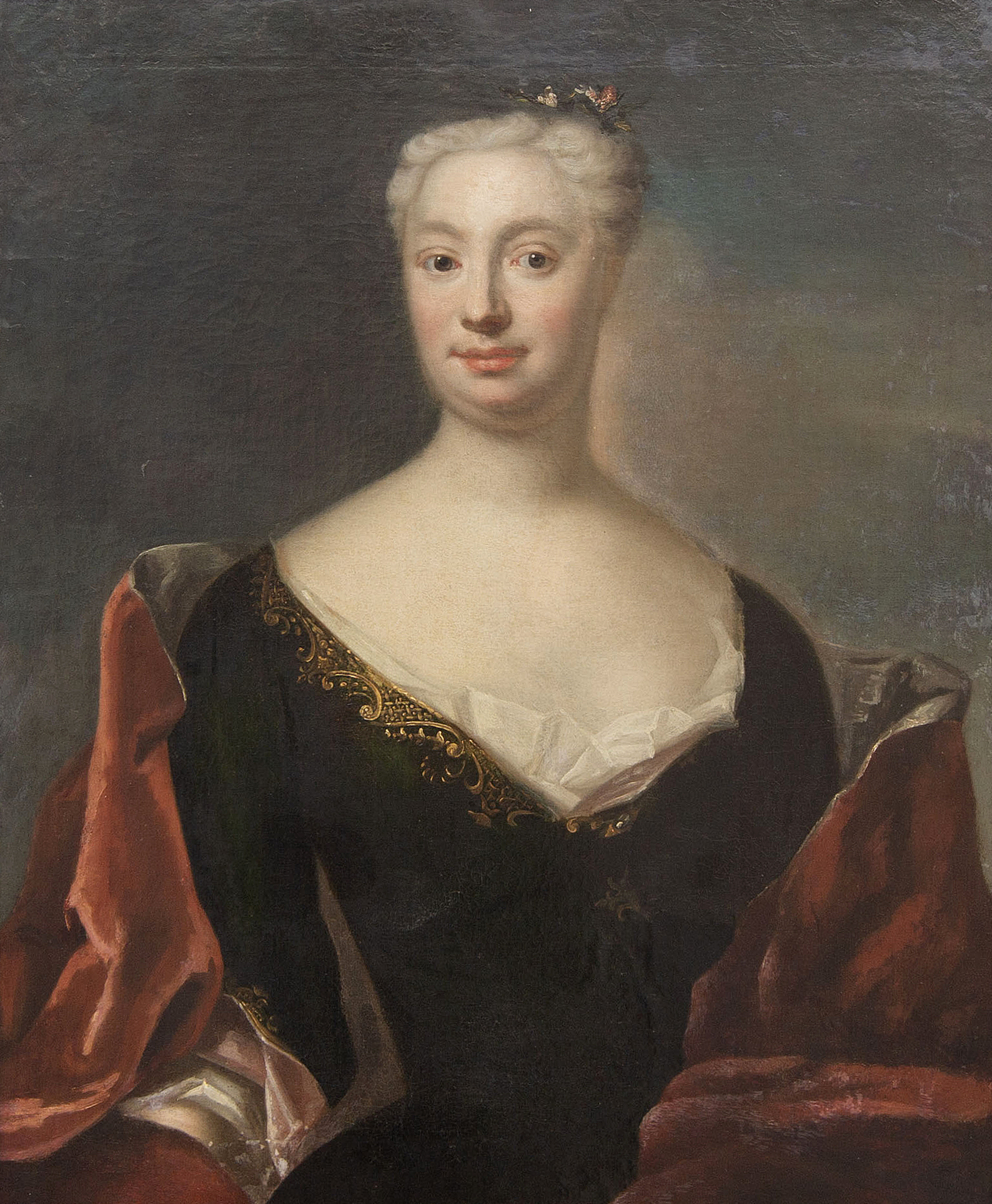
Barbro Fleming af Lieblitz (1699-1747), Strombergs första hustru, avporträtterad 1731 av Johan Henrik Scheffel.